# جوسيب بونس روسيل
جوسيب بونس روسيل (بالإسبانية: Josep Pons i Rosell)‏ (و. 1918 – 2013 م) هو عالم إنسان، وأستاذ جامعي، وباحث إسباني، توفي عن عمر يناهز 95 عاماً.

## مناصب
تولى منصب بروفيسور
.